# فرع الطيران الميداني

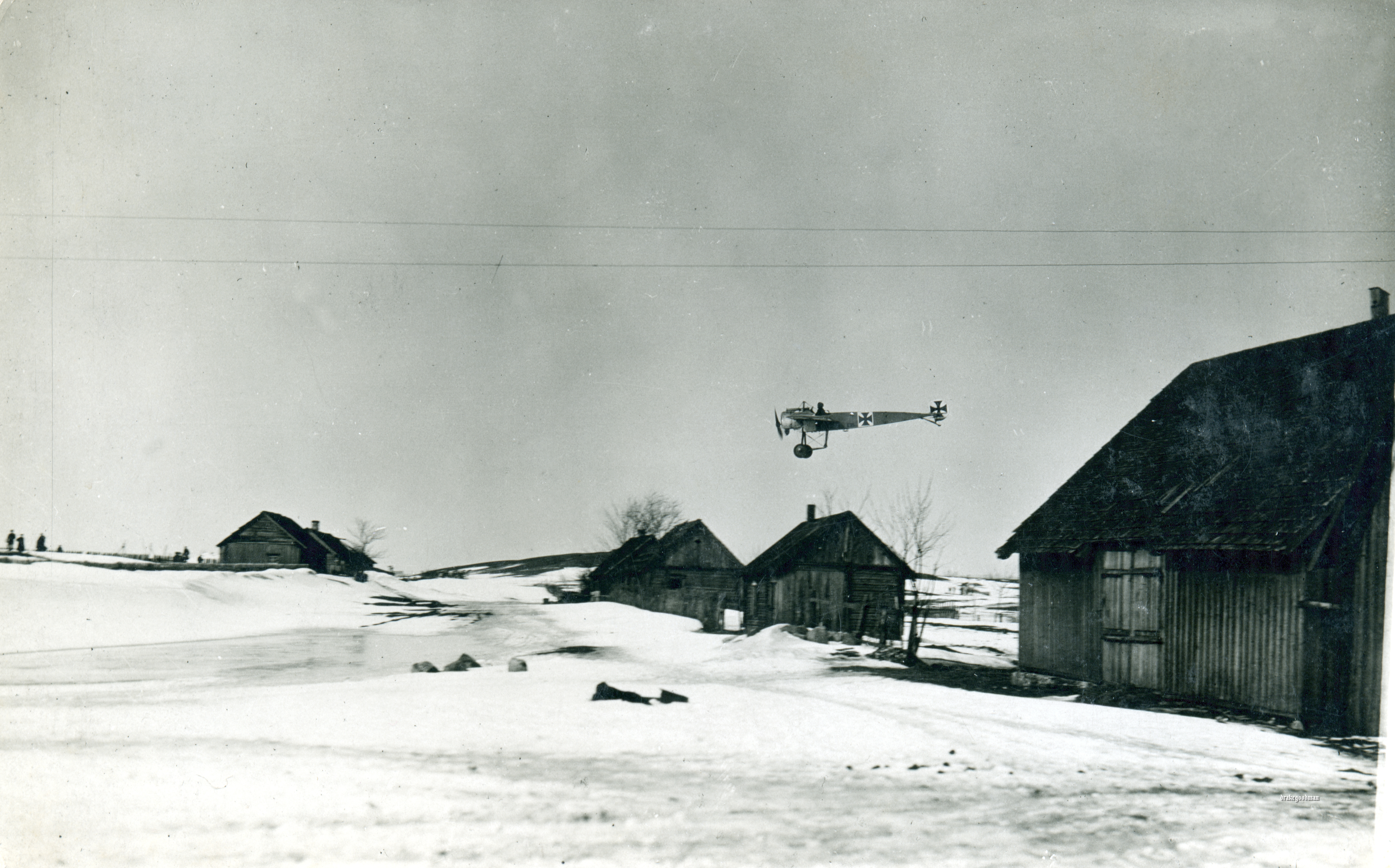

Feldflieger Abteilung ( FFA ، Field Flying Company) هو عنوان وحدات الطيران الميدانية الرائدة لما أصبح القوات الجوية الألمانية القيصرية (الخدمة الجوية الألمانية ) بحلول أكتوبر 1916، أثناء الحرب العالمية الأولى. 

## قائمةFFAs
| رقم الوحدة | موقعك                          | المرفق    | الموظفين البارزين                                             |
| ---------- | ------------------------------ | --------- | ------------------------------------------------------------- |
| 6 ب        | مطار Bühl ، بالقرب من Saarburg | البافارية | كورت وينتجنز ، فريدريش مارنت                                  |
| 9 ب        |                                | البافارية |                                                               |
| 10         | غاضب                           |           | ماكس إميلمان                                                  |
| 23         | روبي                           |           | هانز يواكيم بوديكي ، إرنست فريهر فون ألتهاوس ، رودولف بيرثولد |
| 48         | ميلوز                          |           | كورت وينتجنس                                                  |
| 62         | لا برايل، دواي                 |           | أوزوالد بيلك ، ماكس إميلمان ، أوتو بارسشو                     |